# シメイ駅
シメイ駅（シメイえき、英語:Simei MRT Station）は、シンガポールにある、MRT東西線の高架駅。

## 駅構造
島式1面2線のホームを持つ駅。
| A | ■東西線 | パシール・リス方面 |
| B | ■東西線 | ジュー・クーン方面 |

## 歴史
- 1989年12月16日 開業
- 2011年7月3日 ホームドアが運用開始